# Банный веник

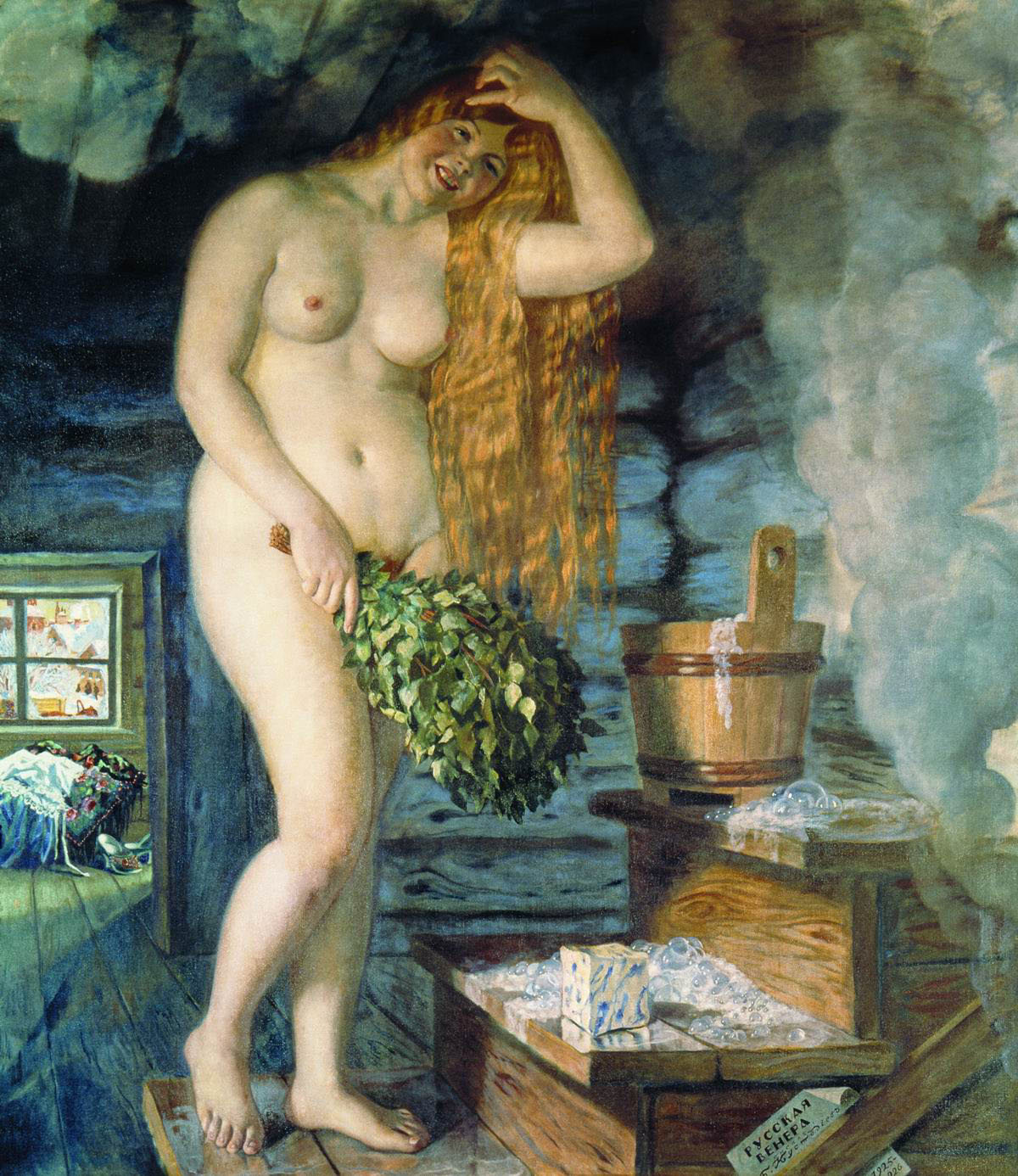
Картина Б. М. Кустодиева «Русская Венера», 1925—1926 годы.

Ба́нный ве́ник — пучок связанных веток растений, используемых в банном парении.
Используется для банного массажа (веничный массаж), ароматизации воздуха, обрызгивания водой каменки, нагнетания пара, иных действий.

## Сырьё для банных веников
Веник можно сделать из веток практически всех деревьев и кустарников, которые достаточно гибки, не имеют колючек и не выделяют липких или вредных веществ, наиболее распространённые: берёзовый, дубовый, крапивный, ольховый, хвойный. Также для изготовления веников используется множество других растений, трав и их комбинаций.

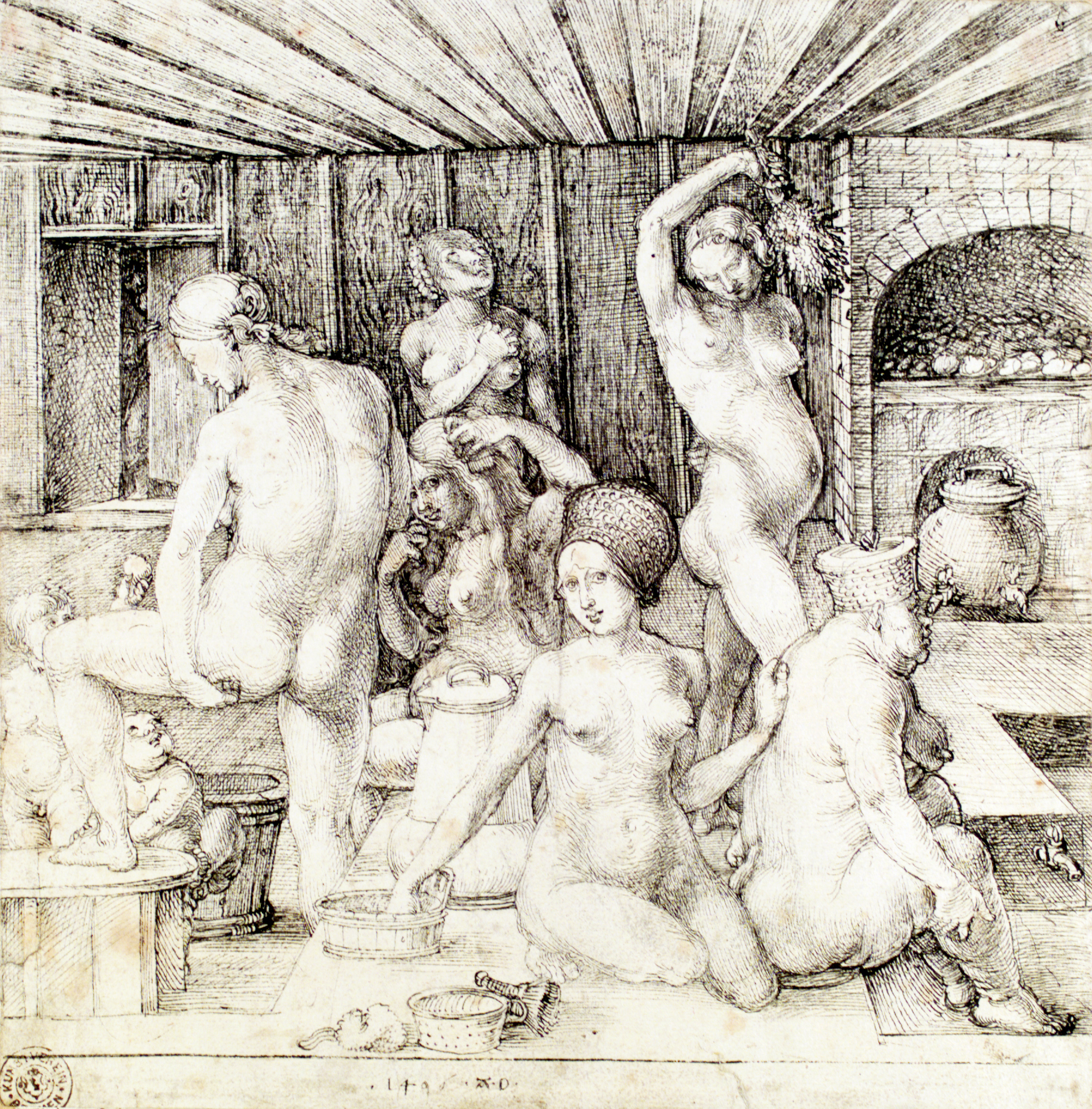
А. Дюрер "Женская баня", ок. 1486 г.

## Заготовка веников

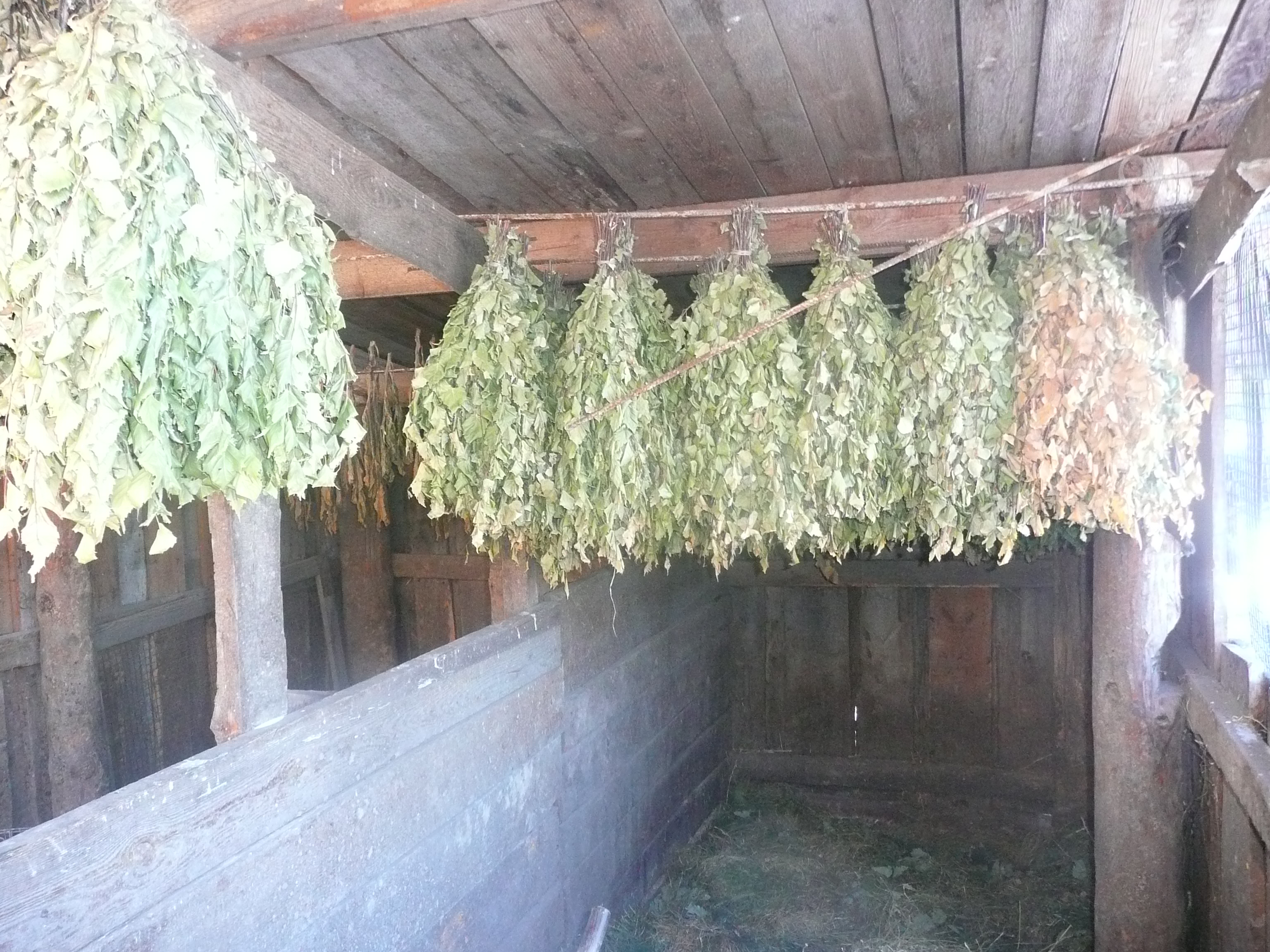
Заготовленные веники

По народному обычаю берёзовые веники заготавливают до Дня Святой Троицы, который бывает на 50-й день после Пасхи. Он обычно приходится на начало-середину июня. В одних регионах России в это время берёза может и не распуститься, а в других выбросить серёжки. Поэтому ориентироваться необходимо на стадию созревания растений, когда лист наиболее крепкий, признак появления первых серёжек, но при этом ветки брать с берёзы без серёжек. Веники нужно заготавливать в сухой день. Ломают веники в первую половину дня, после схода росы.
Для веника подходит плакучая берёза. Как правило, это высокое дерево. Ветви у такого дерева очень гибкие и неломкие, длинные мочалистые для парилки. Хорошо подходят молодые берёзки, ни разу не цветшие, считается, что на них самый нежный лист. Верхняя сторона листа не должна быть шершавая, листочек должен быть нежным, бархатистым. А ветви тонкие, и прямые.

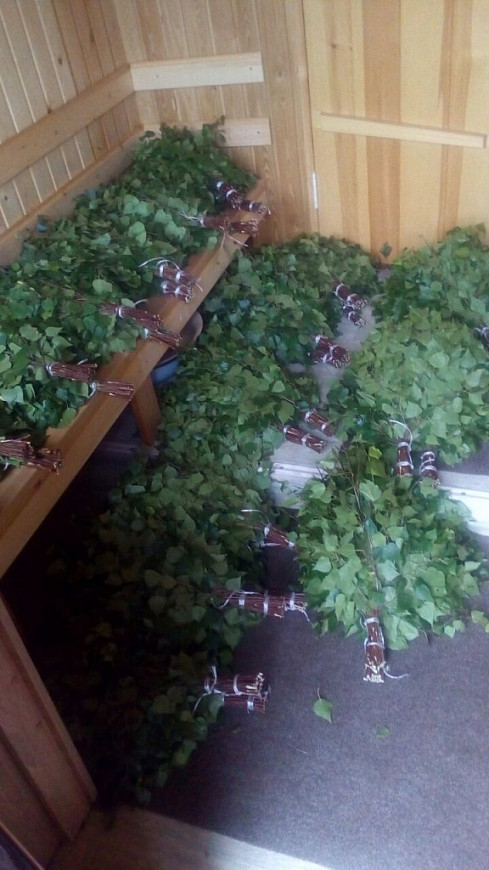
Берёзовые веники для бани

Вначале ветки связывают неплотно. Вешают на жерди или растянутую верёвку под навес, так, чтобы не попадал прямой солнечный свет, там, где есть хороший сквозняк. Через 6—7 дней, когда веники хорошо высохнут, их плотно связывают и плотно укладывают на стеллажи в сухом предбаннике, сарае или другом сухом и хорошо проветриваемом помещении.
Лучше всего, когда веники приобретают форму веера, а не метлы. Для этого свежие веники раскладывают на полу и каждый день переворачивают до тех пор, пока они не высохнут. Главное — не пересушить.
Исследования показали, что именно при соблюдении всех вековых традиций сбора лекарственных растений (это касается и берёзовых веников) в материале сохраняются в оптимальном количестве и качестве активные лечебные вещества. Если связать веник из свежих веток плотно, то в центре его листья потеряют окраску, потемнеют, и запаха у такого веника почти не будет, так как листья «сгорят».
Готовые веники после сушки должны иметь все листья концентрированного матового зелёного цвета, а сам веник должен пахнуть бальзамическим берёзовым маслом. Запах этот резко усиливается после распаривания веника. Сбор веников в начале лета полностью оправдан, ибо листья у берёзы уже стали большими, но у них ещё достаточно эфиромасляничных желёз, которых много не только в листьях, но и на молодых побегах берёзы. Большие молодые побеги очень эластичны, поэтому таким веником приятно хлестать тело в парной.
Веники начинают заготавливать, когда ветки молодые и на ветках листья молодые и крепкие. В таких листьях наибольшее содержание лечебных для человеческого организма веществ. В России самое подходящее время для заготовки веников это середина июня — июль. В это время берёзовый лист набирает наибольшую силу.
Вязать веник надо следующим образом. Сначала очищают ветки от листьев и сучков в том месте, где будет ручка. Затем нужное число веток обматывают шпагатом, сжимая ветки левой рукой. Важно более толстые ветви укладывать внутрь, а вокруг них — более тонкие, изгибом внутрь. Веник получится плотный — его хватит на несколько бань.
Хорошо хранить веники в стоге сена. Можно заготовленные ветки хранить в темноте зимой и в виде одного снопа, по мере надобности связывая их в веник. В обоих случаях листья сохраняются лучше.
- Дубовые веники режут в июне — августе в сыроватом, затемнённом лесу. Сушка и вязка веника та же, что и берёзового.

## Массаж веником
Если веник свежий, им парятся сразу, не запаривая, так как иначе он раскиснет.
Сухой веник следует сначала опустить на 10—20 минут в холодную, а затем на 1—3 минуты в горячую воду.
Очень сухой веник нужно распаривать дольше — налить в таз кипяток, опустить в него веник и закрыть сверху другим тазом. Обмакнуть в таз с горячей водой и на 1—3 секунды, вращая и потряхивая. Повторить эту процедуру 2—3 раза, и через 1—2 минуты веник будет готов.
Оптимальное положение в парной — лежачее.
Есть несколько правил, которым советуется следовать во время парки:
1. Веник должен быть влажным. Его нужно периодически смачивать в тёплой воде.
2. Движения банщика должны быть мягкими, веником надо касаться тела, оказывая массирующее воздействие.

Массаж веником улучшает кровообращение. Многие веники выделяют фитонциды, убивающие болезнетворные бактерии, поэтому многие растительные веники, используемые в парной, хороши для профилактики простудных и лёгочных заболеваний. Эфирные масла, содержащиеся в листьях и ветках, попадая на кожу, улучшают обмен веществ, препятствуют преждевременному старению кожи.